# Pilogalumna kimberleyensis
Pilogalumna kimberleyensis är en kvalsterart som beskrevs av Engelbrecht 1972. Pilogalumna kimberleyensis ingår i släktet Pilogalumna och familjen Galumnidae. Inga underarter finns listade i Catalogue of Life.